# Pione velans
Pione velans är en svampdjursart som först beskrevs av Jörn Hentschel 1909.  Pione velans ingår i släktet Pione och familjen borrsvampar. Inga underarter finns listade i Catalogue of Life.